# پیشاتاپیر
پیشاتاپیر (نام علمی: Protapirus) نام یک سرده از راسته تک‌سم‌سانان است.